# Mykolas Burokevičius
Mykolas Burokevičius (Alytus, 7 de outubro de 1927 – Vilnius, 20 de janeiro de 2016) foi um líder político comunista na Lituânia. Depois que o Partido Comunista da Lituânia se separou do Partido Comunista da União Soviética (PCUS), ele estabeleceu Partido Comunista alternativa pró-PCUS da Lituânia no início de 1990, e conduziu-o como o Primeiro Secretário do Comitê Central até à sua proibição em 1991. Ele foi a única lituano para servir no Politburo do Comitê Central da PCUS, e fê-lo a partir de 1990 até sua proibição em 1991.

## Atividades políticas
Depois que o Partido Comunista da Lituânia votou pela separação do Partido Comunista da União Soviética em dezembro de 1989, ele se tornou o secretário-geral do partido comunista apoiado por Moscou e em 4 de março de 1990 ganhou o título de primeiro secretário.
O programa político de seu partido afirmava que um de seus objetivos era manter a Lituânia como parte da URSS. Sete membros do partido de Burokevičius foram eleitos durante as eleições do Conselho Supremo da Lituânia em 24 de fevereiro de 1990. O Conselho Supremo declarou o restabelecimento da independência da Lituânia durante sua primeira sessão em março.
Em 11 de janeiro de 1991, o CPL pró-PCUS enviou um ultimato ao governo da Lituânia, ordenando-o a cumprir a exigência pública do presidente da URSS, Mikhail Gorbachev, de que o Conselho Supremo restabelecesse imediatamente a força legal das Constituições da URSS e da RSS da Lituânia. A exigência foi feita um dia antes. O partido acrescentou que, na sua falta, poderia criar o "Comitê Nacional de Resgate da Lituânia" (lituano: Lietuvos nacionalinio gelbėjimo komitetas), "que cuidaria dos assuntos do futuro da LSSR" - e eventualmente o fez. Durante sua vida, o partido estabeleceu várias organizações destinadas a serem ministérios alternativos.
O assalto do exército soviético na torre de TV Vilnius e da estação em 13 de janeiro de 1991 seguiu, durante o qual 14 pessoas foram mortas. Durante o período de 11 a 19 de janeiro de 1991, o partido pró-PCUS também fez mais cinco declarações públicas instando a derrubada violenta do governo e de outras autoridades da Lituânia independente. Burokevičius participou na preparação dessas declarações.

## Processo
Burokevičius foi indiciado por promotores lituanos como suspeito de um crime relacionado ao caso dos Eventos de Janeiro em 22 de agosto de 1991. Ele acabou sendo preso em 15 de janeiro de 1994 na Bielo-Rússia (por ordem da Lituânia). Burokevičius e cinco outros membros do Partido Comunista Lituano foram julgados por seu envolvimento nos eventos de janeiro de outubro de 1996 a agosto de 1999. Em agosto de 1999, ele foi condenado em Vilnius a 12 anos de prisão por organizar assassinatos e lesões corporais graves e também por estabelecendo organizações que pretendiam derrubar o estado. No início de 2000, o presidente Valdas Adamkus propôs ao chefe da colônia preparar documentos que garantissem a Burokevičius a elegibilidade para o perdão. Burokevičius recusou este pedido, alegando inocência e declarando que não era culpado de suas ações. Ele terminou a sentença e foi solto em 13 de janeiro de 2006.
Em 5 de janeiro de 2006, o Tribunal Europeu dos Direitos Humanos declarou admissível o caso de Burokevičius contra a Lituânia em três acusações de possíveis violações da Convenção para a Proteção dos Direitos Humanos e Liberdades Fundamentais e juntou-o a dois outros casos contra a Lituânia em janeiro Ações judiciais de eventos (Juozas Kuolelis e Leonas Bartoševičius). Burokevičius também buscou compensação.
Especificamente, o tribunal examinou se a Lituânia violou estes artigos da convenção:
- Artigo 6 - isto é, passou mais do que um "tempo razoável" aguardando processos judiciais;
- Artigo 7 - isto é, condenou uma pessoa por ações que não eram crimes na época sob a lei lituana (Burokevičius afirma que o Estado lituano passou a existir somente após a tentativa de golpe soviético de 1991, e não pode aplicar seu sistema judiciário para eventos anteriores);
- Artigos 9, 10 e 11 e 14 (Burokevičius e outros afirmam que foram injustamente punidos no exercício de suas crenças como comunistas, seu trabalho legítimo como jornalistas, seu direito de associação com outros indivíduos e seu apoio à ideia da Lituânia continuação da adesão à URSS durante os tempos politicamente turbulentos de 1990-1991).

Em 2008, o Tribunal proferiu sentença decidindo que não ocorreram violações.